# 翟敬 (正統進士)
翟敬（1418年—？），字致恭，直隸順天府大興縣人，匠籍，明朝政治人物。

## 生平
順天鄉試第三十八名舉人，正統七年（1442年）中式壬戌科會試第一百四十三名，二甲第二十八名進士。授吏科給事中，升太僕寺少卿。

## 家族
曾祖翟子壽；祖父翟能可；父翟文英。